# Idióták (film)
Az  Idióták (eredeti cím: Idioterne) 1998-ban bemutatott dán filmdráma Lars von Trier rendezésében. A film a Dogma95 szellemében készült, és követi az annak manifesztumában megfogalmazott tíz pontot. (A kézikamerás felvételekhez nem szokottak zavarónak találhatják az imbolygó képsorokat, az operatőr látszólagos ügyetlenségét.) A pszichodramatikus hatást a színészvezetés sugallja. A színészek szabadon, életszerűen játszanak, teljesen átélik szerepüket. A film újfajta látásmódjához hozzátartozik a valódi helyszín használata, a sok szabadban, természetes fényben játszódó jelenet, ami a történetet is természetesebbé, hihetőbbé teszi. A rendező a Dogma-módszer használatával hitelesebbé, megrázóbbá tette a filmet.

## Történet
A történet kezdetén egy étteremben rendkívül kínos hangulatot teremt egy értelmi fogyatékos a vendégek zaklatásával. Ezután megfogja egy nő (Karen) csuklóját, és ápolója dorgálása ellenére magával viszi. A társaság beül egy kocsiba az ijedt Karennel, és ekkor derül ki, hogy senki sem őrült, csupán megjátsszák az idiótát. Miért? – kérdezi Karen, s erre a kérdésre a film is megpróbál választ adni. Az „idióták” lakóhelye egy villa, ahová velük tart Karen is; felvetve a kérdést: ki lehet ő, miért nem vágyik haza?
A filmet néha interjúk szakítják meg, s a szereplőket Karenről is kérdezik, ők pedig mesélnek, véleményt mondanak. (Itt felmerül a kérdés, megszegi-e Trier azt a szabályt, miszerint az eseménytől sem térben, sem időben nem távolodhatunk el. Az interjúk egyértelműen megszakítják a folytonosságot, a múltba helyezve ezzel a film történetét.)
Karen a film során folyamatosan kapja a válaszokat a miértjére: eszerint a társadalommal csak úgy lehet megbirkózni, ha kivonulunk belőle, ha megpróbáljuk feltárni az őrület rejtett dimenzióit.

## Idiotizmus
Dániában máig működnek közösségek, melyek gyakorlatilag megpróbálnak úgy élni, mint a hippi kommunákban az 1960-as években, kivonultan a társadalomból. A filmben viszont a szereplőknek megvan a saját életük, amit nem élhetnek „idióta módon”. Olykor-olykor tehát megszakad a közösség élete, elmennek dolgozni vagy a családjukhoz, és normálissá válnak egy időre.
Egy jelenetben igazi értelmi fogyatékosok látogatják meg őket, a szereplők pedig gúnyolódásnak éreznék talán, ha továbbra is megjátszanák az idiótát, ezért normálisan viselkednek. Stoffer, az idióták „vezéralakja” kiborul ezen, mert elveszni látja viselkedésük célját. Az idióták viselkedése humoros helyzeteket eredményez, teljesen azonban nem tudunk felszabadulni – ahogyan a szereplők sem –, mert hol Karen értetlen, mégis megértő arcán látjuk a kételyt, hol a jelenet mögött megbúvó tragikum veszi el az ízét a játéknak.
Az egyik ilyen jelenet az, amikor az egyik résztvevőt poénból otthagyják egy időre egy kocsmában, nehézfiúkra bízva. A fiatal srác tudja, hogy mi lenne abból, ha kiderülne, hogy mégsem bolond, hogy hülyét csinált a nagydarab, marcona emberekből. Bolondként pedig nem tud elmenekülni, hiszen a srácok rendesen visszakísérik az asztalhoz, merthogy rájuk bízták. Megpróbál a mosdóba menekülni, de oda is elkísérik; és mivel a fiú nem csinál semmit, segítenek neki elvégezni a dolgát. A fiú nem menekülhet megalázottságából és kiszolgáltatottságából. A fogyatékosok ezt a kiszolgáltatottságot és megaláztatást nem érzékelik, a fiú azonban, aki csak játszotta a sérültet, érzi, hogy nem képes annyira átadni magát az idiotizmusnak, hogy „tökéletes” őrült legyen, ha egyszer valójában nem az.
A próbatételek tehát apránként jönnek, és a szereplők nem a bolondok felszabadultságával oldják meg őket. Az egyik jelzésértékű jelenetben Katrine meglátogatja szeretőjét a munkahelyén, ahol az reklámszakemberként dolgozik. A nő jól fizető ügyfélnek tettetve magát folyamatosan játssza az idiótát. A férfi rettenetesen kínos helyzetben érzi magát, míg végül félrevonja a nőt, és könyörög, hogy menjen el. A nő szánalmasnak tartja, hogy a férfi napokat dolgozott egyetlen egyszavas reklámszlogenen, mintegy kritizálva ezzel az ostoba fogyasztói társadalmat, a kapitalizmust. A jelenet végén azonban kikönyörgi a férfi hitelkártyáját, amellyel mindenféle luxusételeket vásárol. Ő sem tud tehát kivonulni a fogyasztói társadalomból, ami kétségbe vonja lázadása hitelességét.

## Végkicsengés
Az idióták idilli világa végül kártyavárként omlik össze: egyiküket az apja viszi el a csoportból a normális életbe, a többiek pedig sorra belebuknak a legnagyobb próbatételbe, hogy az eddig érintetlen világuk – családjuk, munkahelyük – előtt mutassák meg őrült arcukat. A film végén a közösség értelmét veszti, fölbomlik. A próbatételt egyedül Karen állja ki: mer idióta lenni a családja előtt is. Hazatérve tudja meg az őt elkísérő társa, hogy elveszítette gyermekét, így vélhetőleg neki volt leginkább szüksége a csoportra.

## Szereplők
- Bodil Jørgensen – Karen
- Jens Albinus – Stoffer
- Anne Louise Hassing – Susanne
- Troels Lyby – Henrik
- Nikolaj Lie Kaas – Jeppe
- Louise Mieritz – Josephine
- Henrik Prip – Ped
- Luis Mesonero – Miguel
- Knud Romer Jørgensen – Axel
- Trine Michelsen – Nana
- Anne-Grethe Bjarup Riis – Katrine
- Paprika Steen – Gazdag nő
- Erik Wedersøe – Svend, Stoffer nagybátyja
- Michael Moritzen – egy ember a hivataltól
- Anders Hove – Josephine apja

## Külső hivatkozások
- Idióták a PORT.hu-n (magyarul)
- Idióták az Internet Movie Database-ben (angolul)
- Idióták a Rotten Tomatoeson (angolul)
- Idióták a Box Office Mojón (angolul)